# 拉福雷德泰塞
拉福雷德泰塞（法語：La Forêt-de-Tessé，法語發音：[la fɔʁɛ də tɛse]）是法国夏朗德省的一个市镇，属于孔福朗区。该市镇总面积10.7平方公里，2009年时的人口为189人。

## 人口
拉福雷德泰塞人口变化图示